# Jewtodija
Jewtodija (ukr. Євтодія) – wieś na Ukrainie, w obwodzie odeskim, w rejonie podolskim, w hromadzie Bałta. W 2001 liczyła 450 mieszkańców, spośród których 413 wskazało jako ojczysty język ukraiński, 9 rosyjski, 26 mołdawski, a 2 inny.